# Pristaulacus curryi
Pristaulacus curryi är en stekelart som beskrevs av Jennings, Austin och Stevens 2004. Pristaulacus curryi ingår i släktet Pristaulacus och familjen vedlarvsteklar. Inga underarter finns listade i Catalogue of Life.